# Czytnik kart pamięci

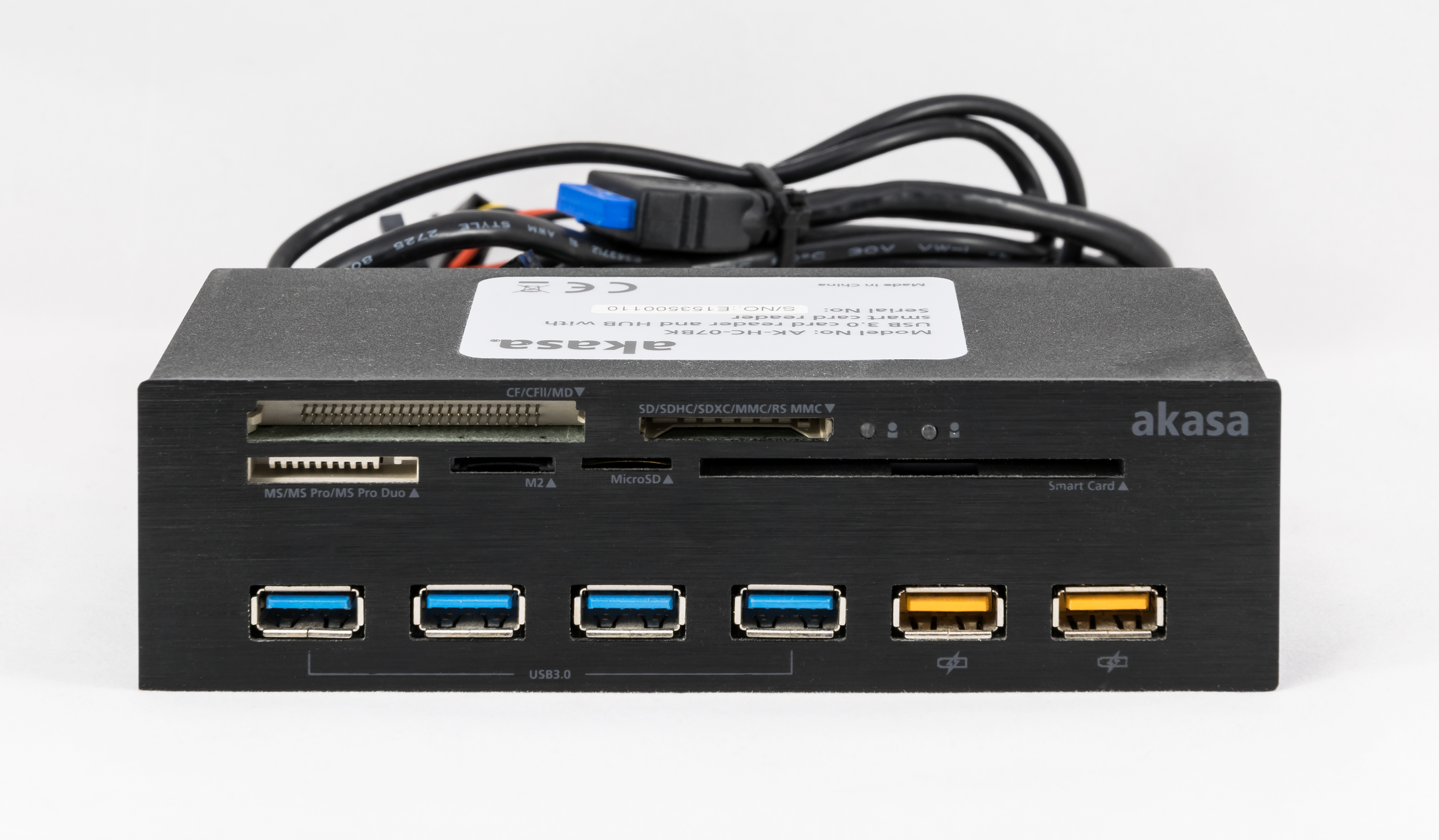
Wewnętrzny czytnik kart SD

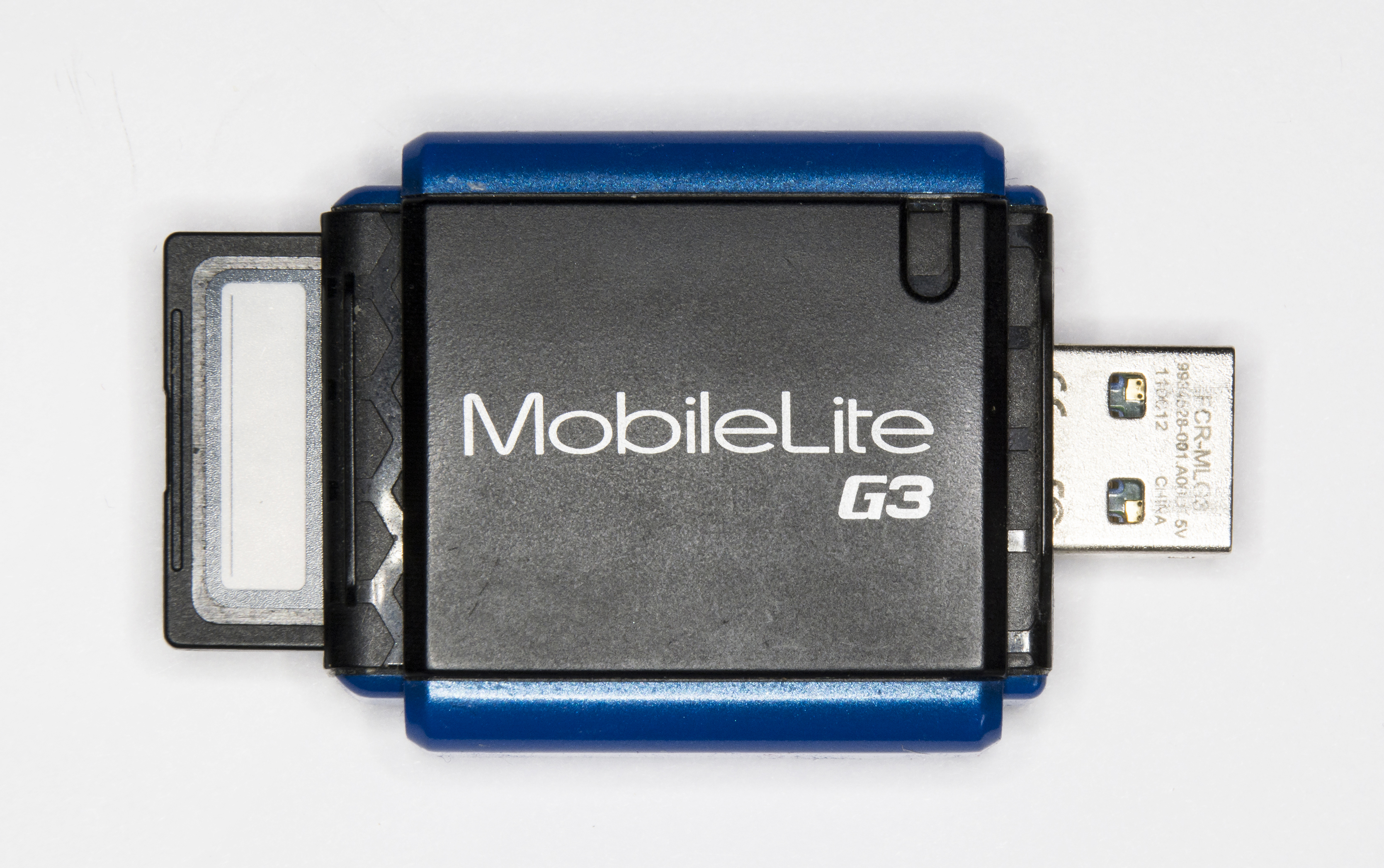
Zewnętrzny czytnik kart SD

Czytnik kart pamięci − urządzenie umożliwiające odczyt, lub zapis kart pamięci typu Flash.
Jest to najczęściej urządzenie zintegrowane z płytą główną komputera, bądź podłączane do niego przez port USB; nie wymaga zewnętrznego zasilania.
Urządzenia tego typu obsługują najczęściej następujące karty:
- CompactFlash (CF)
- Smart Media (SM)
- MultiMedia Card (MMC)
- Secure Digital (SD)
- Memory Stick/PRO (MS)
- xD Picture

Często potrafią obsłużyć jednocześnie kilka rodzajów kart pamięci.